# Mimeusemia davidsoni
Mimeusemia davidsoni är en fjärilsart som beskrevs av Swinhoe 1899. Mimeusemia davidsoni ingår i släktet Mimeusemia och familjen nattflyn. Inga underarter finns listade i Catalogue of Life.